# Алексеевка (Нижнеингашский район)
Алексе́евка — деревня в Нижнеингашском районе Красноярского края. Входит в состав Александровского сельсовета.

## География
Деревня находится в восточной части Красноярского края, в пределах таёжной лесорастительной зоны, к западу от реки Тибишет, на расстоянии приблизительно 30 км (по прямой) к северо-востоку от Нижнего Ингаша, административного центра района. Абсолютная высота — 256 м над уровнем моря.
Климат
Климат характеризуется как резко континентальный, с продолжительной морозной малоснежной зимой и коротким жарким летом. Зима продолжается в течение 6-7 месяцев. Абсолютный минимум температуры воздуха составляет −51 °C (по данным метеостанции Канска). Продолжительность периода с температурой более 10 °C составляет 100—110 дней. Среднегодовое количество атмосферных осадков составляет 484 мм.

## История
Основана в 1907 году. По данным 1926 года в деревне Боровиковская имелось 71 хозяйство и проживало 393 человека (192 мужчины и 201 женщина). В национальном составе населения того периода преобладали русские. В административном отношении входила в состав Александровского сельсовета Нижне-Ингашского района Канского округа Сибирского края.

## Население
| 2010 |
| ---- |
| 100  |

Половой состав
По данным Всероссийской переписи населения 2010 года, в гендерной структуре населения мужчины составляли 50 %, женщины — соответственно также 50 %.
Национальный состав
Согласно результатам переписи 2002 года, в национальной структуре населения русские составляли 95 % из 149 чел.

## Известные уроженцы
- Корнеев, Афанасий Кузьмич (1922—1944) — советский военнослужащий, младший лейтенант, Герой Советского Союза.